# Fersenska palatset

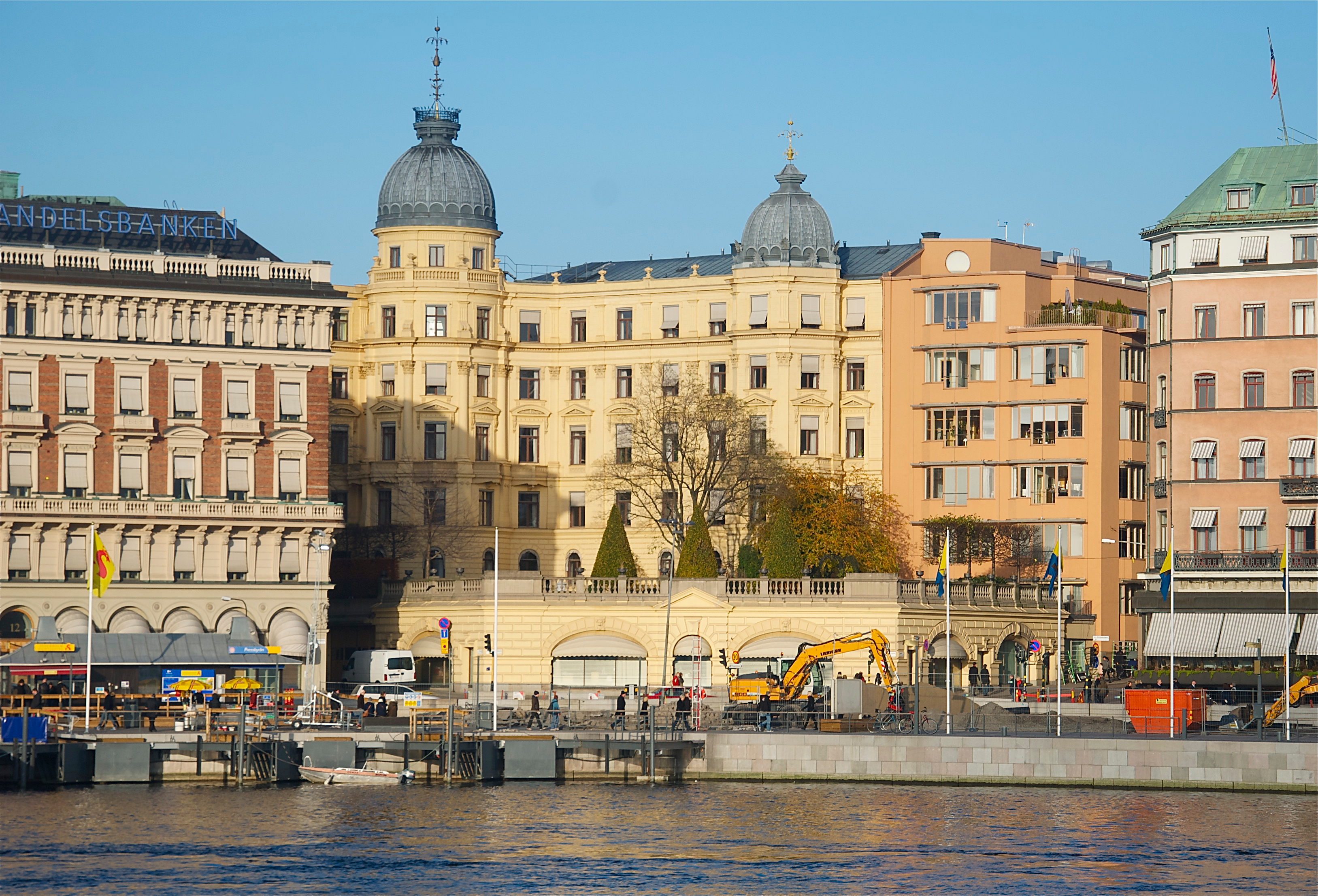
Fersenska palatset sett från Skeppsbron.

Fersenska palatset är en byggnad i kvarteret Fersenska Terrassen på Blasieholmen i Stockholm och för närvarande en del av Handelsbankens huvudkontor. 
Fersenska palatset är även känt under namnen från andra tidigare ägare; Wachtmeisterska, Sörensenska och även Sörenska palatset eller huset. Nedanför palatset ligger den Fersenska terrassen.

## Historia

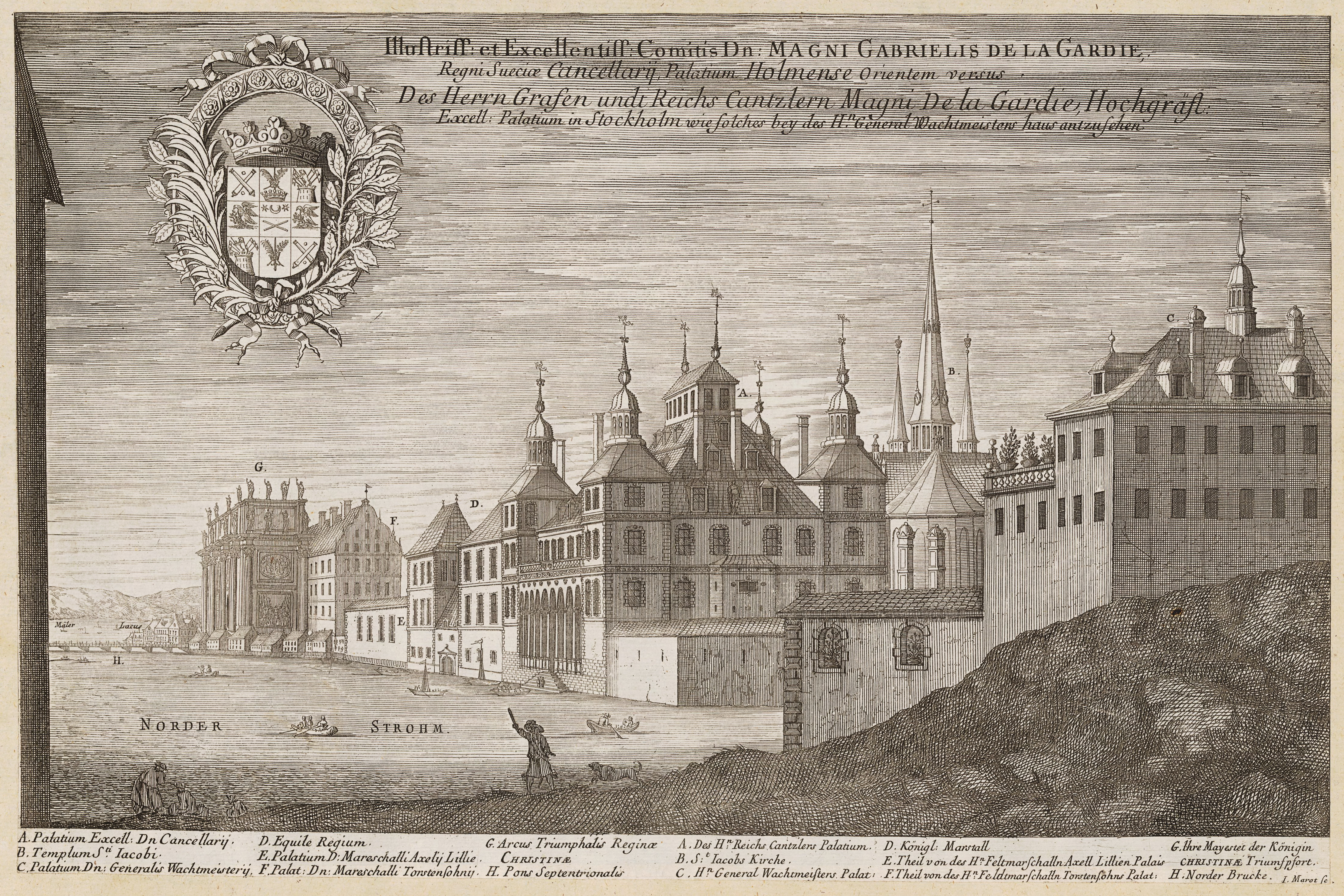
Palatset i förgrunden, Suecia-verket.

Palatsets äldsta delar grundlades år 1634 som Kronans amiralitetshus. Det var en ståtlig byggnad som var tre våningar hög och byggdes av murarmästaren Hans Ferster, nyligen inflyttad från Tyskland. Huset donerades kort därefter av drottning Kristina till riksstallmästaren Hans Wachtmeister af Björkö som påbörjade arbetet med att förvandla huset till ett beboeligt barockpalats. Det Wachtmeisterska palatset syns i Suecia-verket på planscherna över Makalös, nummer 39 och 40.
Här bodde från mitten av 1700-talet den grevliga familjen von Fersen efter vilken palatset fått sitt namn. Det gamla Wachtmeisterska palatset byggdes då också om under ledning av arkitekten Carl Hårleman. Louise von Fersen, gift med greve August Gyldenstolpe, var den sista ägaren inom ätten von Fersen. 
Fastigheten såldes 1865 till byggmästaren Johan Andersson av vilken den förmögne industrimannen Nils Georg Sörensen 1872 köpte det gamla Fersenska palatset. Sörensen anlitade 1881 arkitekten Adolf Emil Melander för modernisering av palatset, och arkitekten och överintendenten Helgo Zettervall medverkade till utformningen av fasaden. Huset om- och tillbyggdes till hyrespalats i nyrenässans.
Samtida tidningar skrev bland annat om inredningen: ”Tjugofyra bostadsvåningar av delvis mycket stora dimensioner, inalles 206 rum med kök, förutom stallar, vagnshus, tvättstugor m.m.” ; ”Alla badrum är ständigt försedda med både kallt och varmt vatten, detta senare medelst från reservoarer i köksspisarna gående ledningar av kopparrör” ; ”I hvarje våning finnas två engelska vattenklosetter, hvarförutan dylika för betjäningen finnas i särskilda rum å nedre botten. Alla skafferier äro försedda med fasta isskåp.” Hyresgäster var bland andra under en tid greveparet Walther och Wilhelmina von Hallwyl som bodde här innan uppförandet av det Hallwylska palatset på Hamngatan. Enligt grevinnans efterlämnade anteckningar var det en konflikt med hyresvärden om att installera elektrisk belysning i fastigheten som blev orsaken till att hon bestämde sig för att bygga sitt eget palats. Sörensen förbjöd även användandet av papperstapeter då dessa kunde innehålla höga halter av arsenik i färgen.
1916 upphörde den enskilda ägarperioden då Sörensen sålde fastigheten till sitt företag Säfveån AB. Även fastighetsbeteckningen ändrades, 1923 erhöll kvarteret det nya namnet Fersenska Terrassen och tomtens beteckning blev nummer 1.
Det Sörensenska huset förvärvades 1935 av Försäkrings AB Skandia Freja och övergick därefter i Handelsbankens ägo 1966. Under ledning av arkitekterna Torsten Attarp och Erik Hjalmarsson genomförde Handelsbanken en genomgripande restaurering 1974-76 där de bevarade och förde vidare byggnadsverkets mer än tre hundra år gamla traditioner. Man gjorde inga ingrepp som radikalt förändrade dess karaktär utan anpassade varsamt byggnaden för aktuell användning.
I samband med att byggnaden med sin innergård genomgick restaureringen fick skulptören Sivert Lindblom 1975 uppdraget att gestalta gården. Detta kan ses idag med gårdens geometriskt mönstrade plattsättning, utplacerade skulpturer, en fontän och innergårdens hängande armaturer.

## Fersenska terrassen
Fersenska terrassen är den terrass som ligger intill och söder om Fersenska palatset på Blasieholmen i Stockholm i hörnet av Stallgatan och Grevgränd. Terrassbyggnaden framträder som ett trappsteg från gatunivån upp till palatsets nivå. Terrassmurens krön har en balustrad och i muren ryms Handelsbankens kontorslokaler.

## Nybygget mot Stallgatan

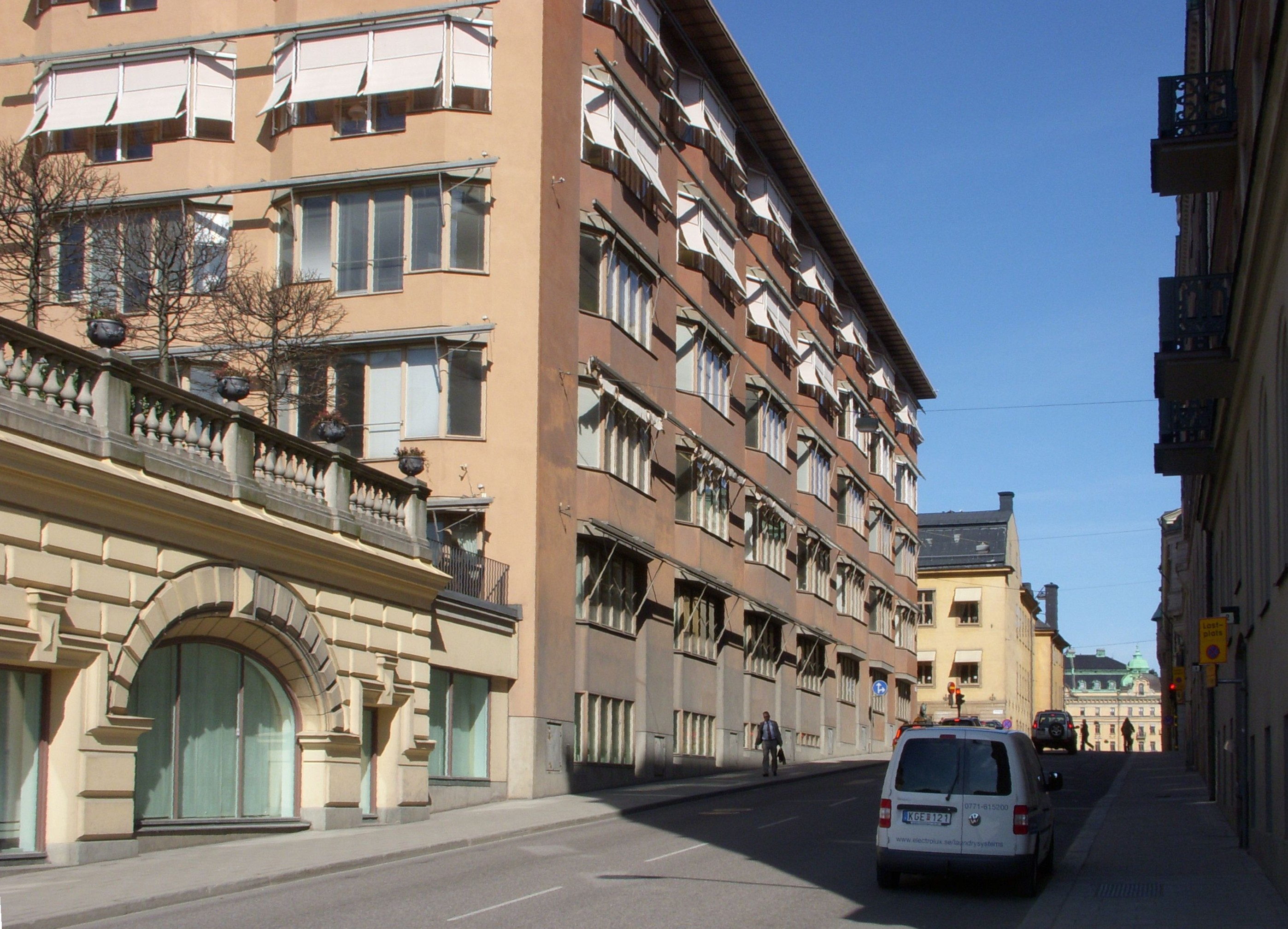
Det nya huset mot Stallgatan

I den östra delen av tomten, mot Stallgatan och Blaiseholmstorget, revs två 1800-talshus och en tillbyggnad ritad av arkitekt Carl Nyrén uppfördes 1974-1976. I samband med bygget av det nya huset revs terrassen som sedan återuppbyggdes. De ursprungliga planerna för den avrivna delen av tomten var att uppföra ett enkelt modernt kontorshus utan någon anpassning till platsen, de planerna mötte skarp kritik och ströks. Istället ritade Carl Nyrén en byggnad som anpassades för platsen, betonghuset putsades med kalkbruk som avfärgades med jordpigment, huset försågs med diskreta burspråk och smäckra fönsterbågar. Burspråken kom att bli stilbildande för kommande byggnader under 1980-talet, bland annat Landstingsförbundets hus vid Hornsgatan och det av Nyrén ritade nybygget för Handelsbanken på andra sidan Blasieholmstorget.
Byggnaden har inventerats i Stockholms Stadsmuseums inventering av nyare fastigheter på Norrmalm och getts en grön klassificering vilket innebär ett högt kulturhistoriskt värde och betyder att bebyggelsen är särskilt värdefull från historisk, kulturhistorisk, miljömässig eller konstnärlig synpunkt. Byggnaden anses vara ett exempel på hur synen på arkitektur och bevarande förändrades under 1970-talet och Stadsmuseet menar att byggnaden kan  tillmätas betydande arkitekturhistoriska och arkitektoniska värden likaväl som ett samhällshistoriskt intresse.

## Bildgalleri

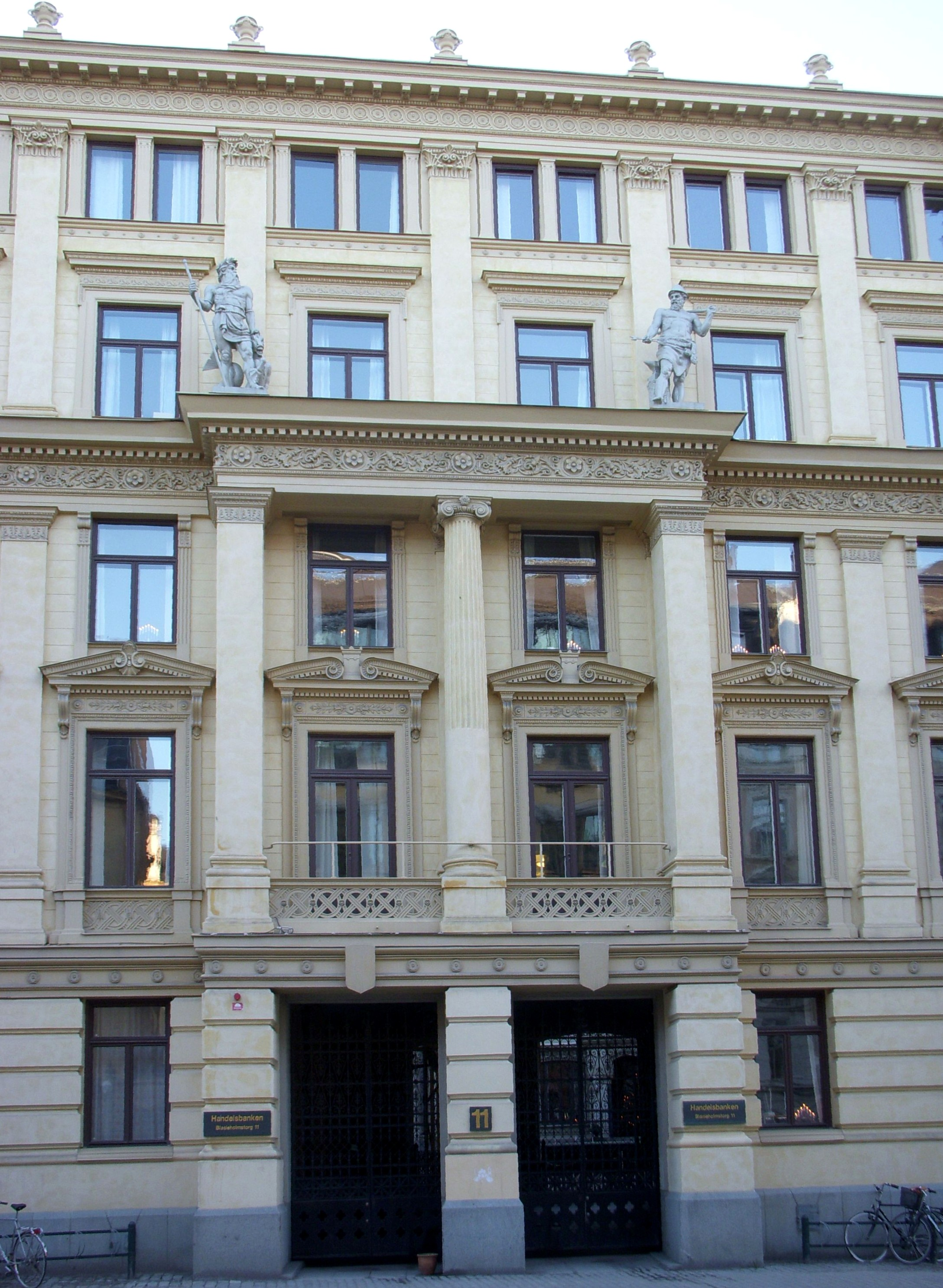
Fasaden mot Blasieholmstorg.
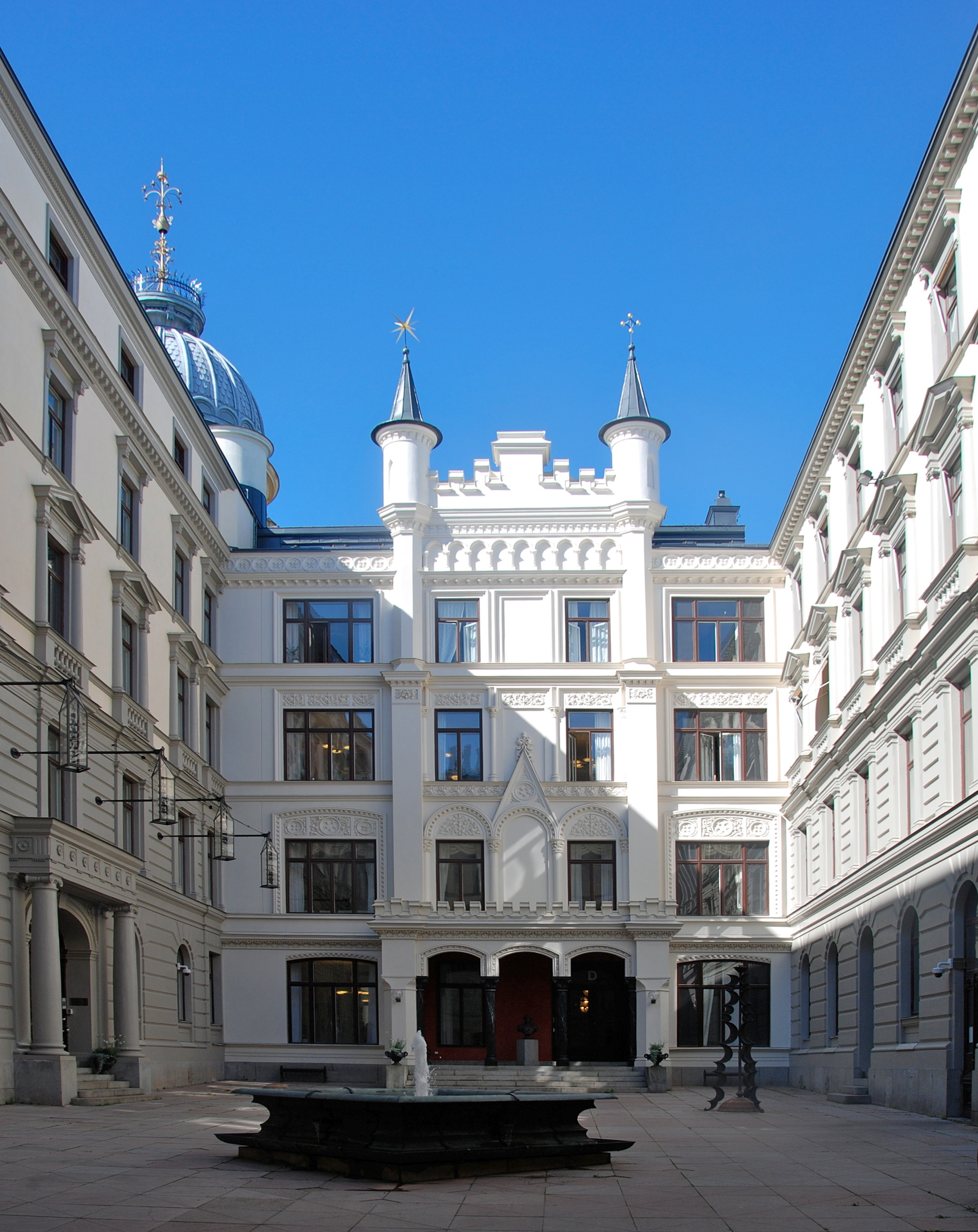
Palatsets gård
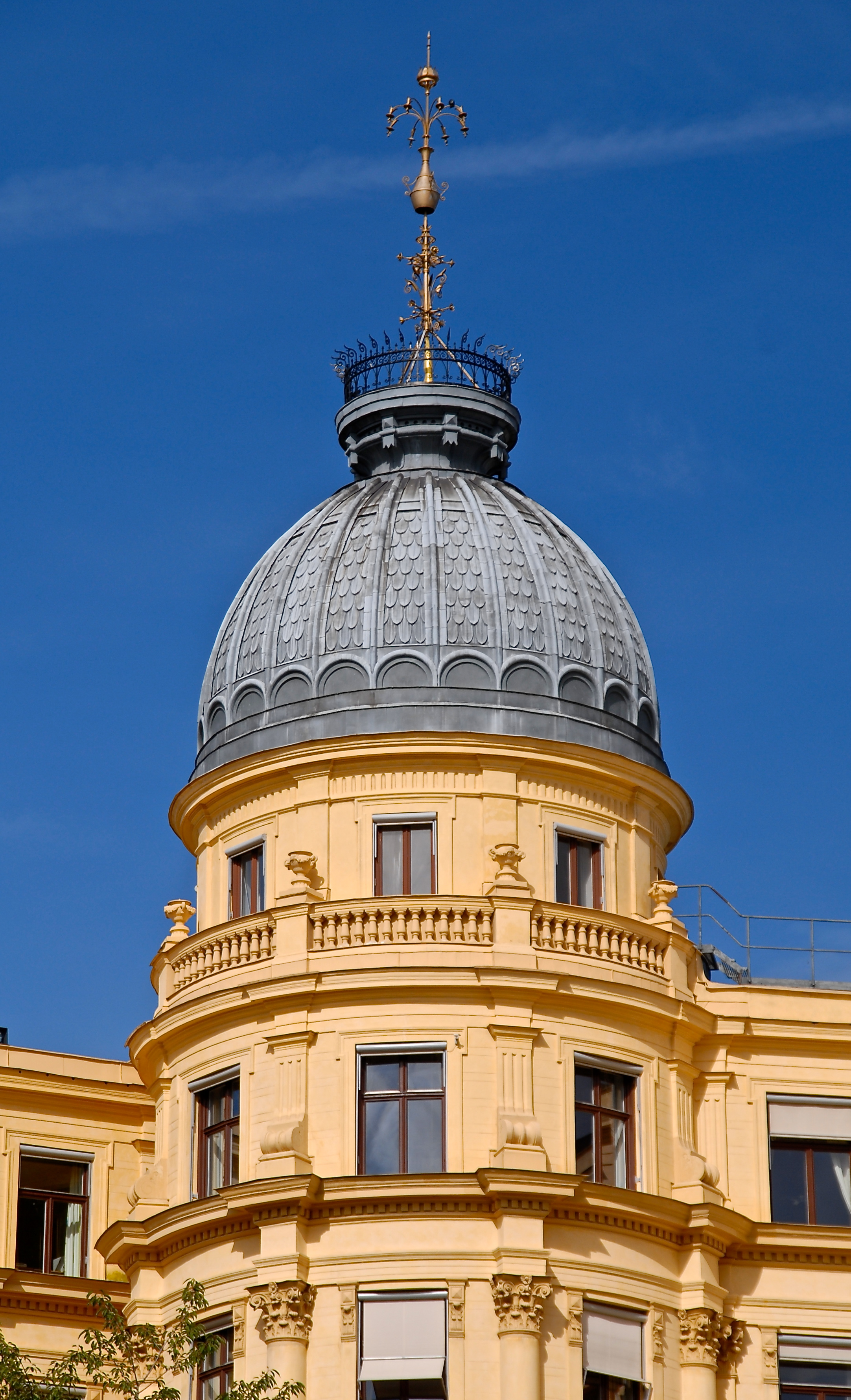
Tornet
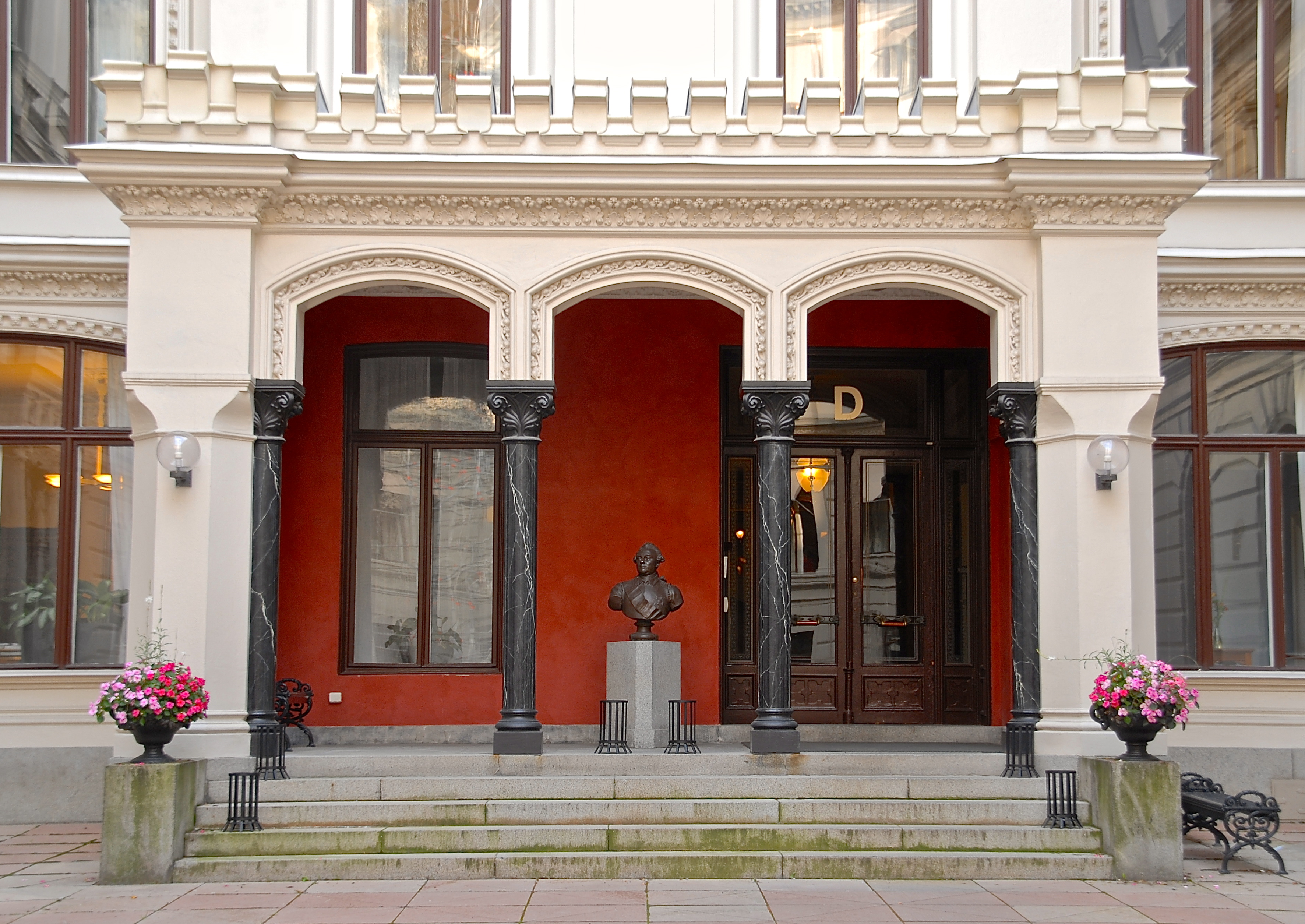
Detaljer från palatsets innergård.
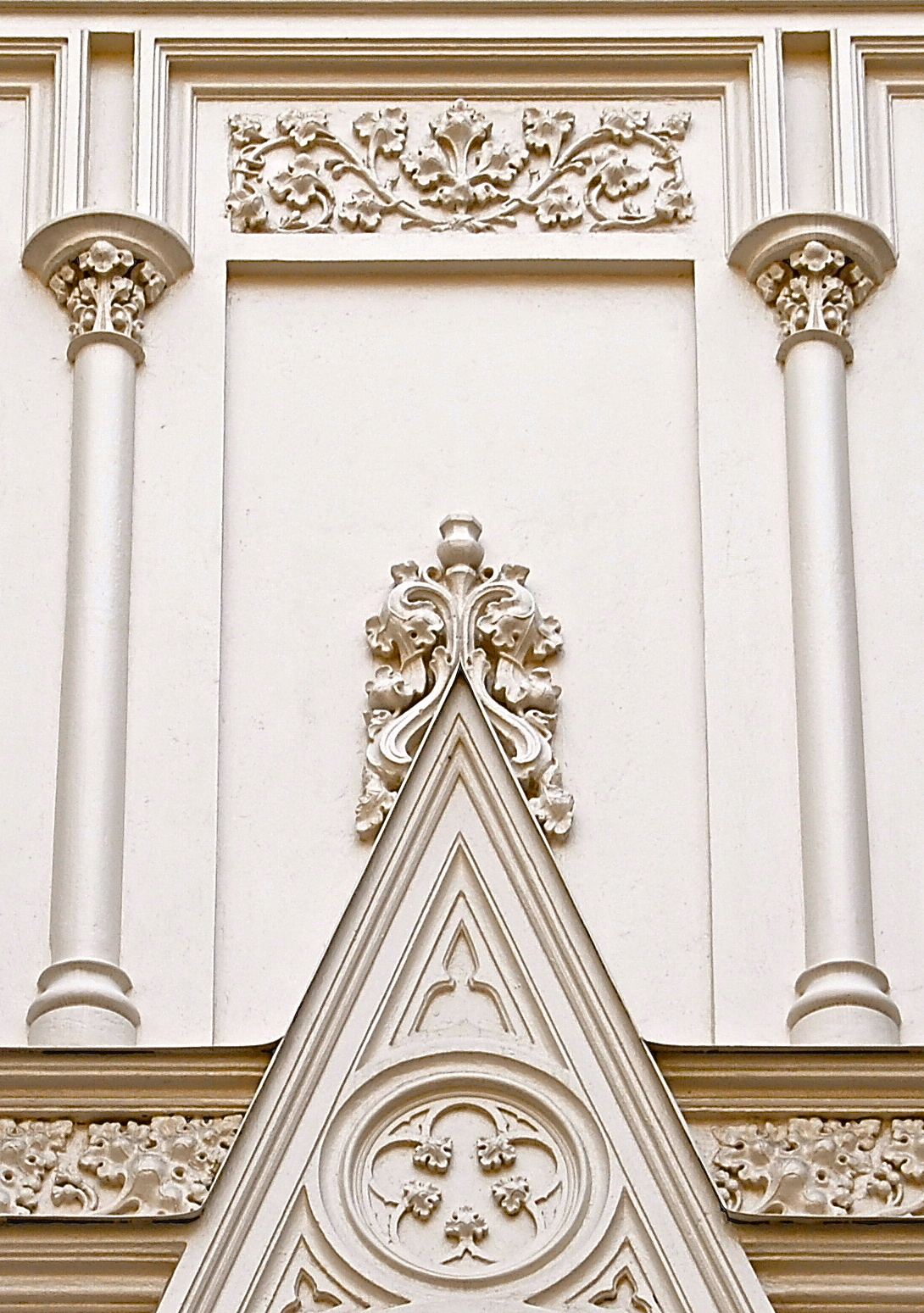
Detaljer från palatsets innergård.
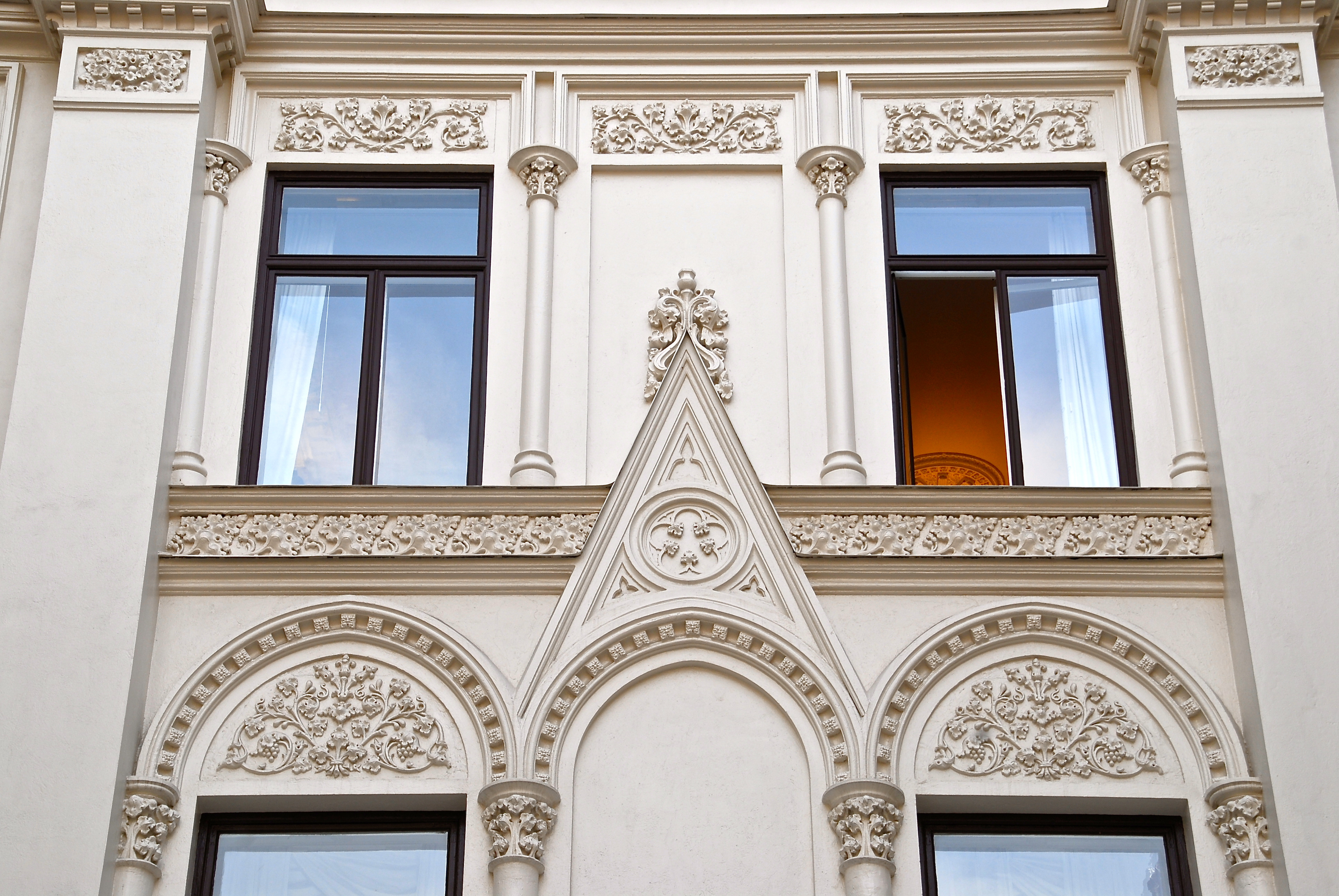
Detaljer från palatsets innergård.
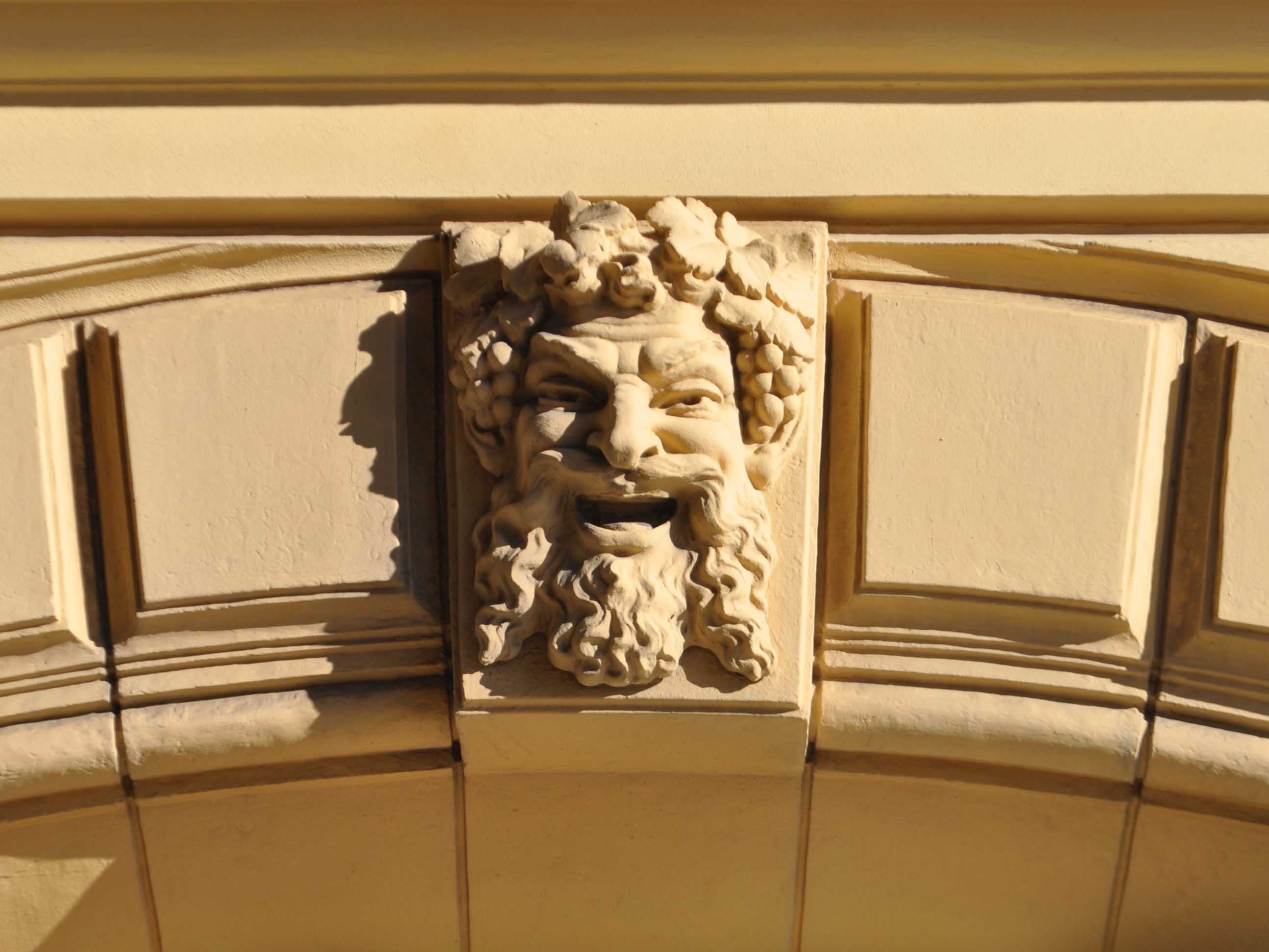
Bottenvåningen mot Strömmen pryds av Bacchushuvuden.

## I litteraturen
Palatset har en viktig roll i Stieg Trenters deckare Lek lilla Louise där en man hittas mördad i palatset och mördaren misstänks ha flytt nerför samma trappa som Axel von Fersens syster flydde efter lynchningen av brodern.